# Tecsun
Tecsun (东莞市德生通用电器制造有限公司) è una azienda elettronica cinese con sede a Dongguan nella provincia di Guangdong.
La società è nata nel 1994 ed è divenuta in breve uno dei principali operatori nella produzione di apparecchi radio in Cina.
L'azienda produce ogni tipo di apparecchio radiofonico da semplici ricevitori a una banda a più sofisticati apparecchi digitali multibanda.
Ha circa 1000 dipendenti e produce annualmente circa 4 milioni di radio.
L'azienda  opera con il proprio marchio ma produce anche per operatori esteri che rivendono sul mercato occidentale i prodotti Tecsun con i propri marchi. 
Tra questi l'azienda radiofonica americana Eton Corporation che essendo proprietaria del marchio Grundig per il mercato nordamericano commercializza nel Nord America i ricevitori a onde corte prodotti dalla Tecsun anche con il marchio Grundig oltre che con il proprio.